# كورتني كيني (سياسي)
كورتني كيني (بالإنجليزية: Courtney Stanhope Kenny)‏ هو سياسي بريطاني (وحمل سابقاً جنسية المملكة المتحدة لبريطانيا العظمى وأيرلندا)، ولد في 18 مارس 1847، وتوفي في 18 مارس 1930. حزبياً، نشط في الحزب الليبرالي. في الانتخابات العمومية البريطانية 1885 ‏، انتخب عضو برلمان المملكة المتحدة الـ23 عن دائرة Barnsley (UK Parliament constituency) ‏ (24 نوفمبر 1885 – 26 يونيو 1886) وفي الانتخابات العمومية البريطانية 1886 ‏، انتخب عضو برلمان المملكة المتحدة الـ24 عن دائرة Barnsley (UK Parliament constituency) ‏ (1 يوليو 1886 – 25 فبراير 1889).